# Монастырь Честного Предтечи
Монастырь Честного Предтечи (греч. Ιερά Μονή Τιμίου Προδρόμου Ανατολής Αγιάς) — женский общежительный монастырь Димитриадской и Альмирской митрополии Элладской православной Церкви, уникальный, прежде всего, своим интернациональным составом сестричества и экологическими способами ведения хозяйства в современных условиях.
Находится на горе Киссавос (Осса) в Фессалии, на севере нома Лариса, на высоте 1080 метров над уровнем моря в 4 километрах к северо-западу от деревни Анатоли и в 30 километрах к северо-востоку от города Лариса.

## История
Монастырь был образован около X века. С 1550 года известен как общежительный мужской. Его расцвет был связан с деятельностью преподобномученика Дамиана, в 1568 году принявшего мученическую кончину от рук турок по обвинению в призыве христианского населения к соблюдению воскресного дня. Доныне на противоположном от монастыря склоне горы Киссавос (Осса) существует пещера, в которой святой провел последние годы в молитве и уединении.
Вплоть до Второй мировой войны монастырь действовал непрерывно.
В 1980 году в монастырь со Святой горы Афон пришла группа монахов во главе с герондой (старцем) Гавриилом. Они обновили старые монашеские кельи. В 1983 году братия оставила монастырь из-за тяжёлых условий жизни. В 1985 году там скончался последний насельник — геронда Гавриил.

## Современный период
В 2000 году монастырь был вновь открыт как женский. Насельницы переехали из общежительного Монастыря  апостола Павла, находящегося рядом с городом Лаврион в Аттике, откуда и берет начало всё сестричество, образовавшееся в 1970-х годах. В настоящий момент в монастыре проживают около 30 сестёр из 13 стран (Австралия, Австрия, Америка, Англия, Армения, Германия, Греция, Кипр, Китай, Ливан, Россия, Эстония, Япония).
Основной язык общения — греческий, дополнительные — английский и немецкий. Богослужение ведется на древнегреческом языке и на языках тех стран, из которых происходят сестры.
Основой духовной жизни монастыря является служение Христу через ближнего, любовь к нему и отречение от эгоистической концентрации человека на самом себе, творческое использование природных богатств и ее красоты для радости и благодарности Богу, служения ближнему.
В монастыре действует восстановленный в 2016 году древний храм Иоанна Предтечи (освящен в 1599 г.) с уникальными фресками (Иоанн Предтеча в темнице, воины, бросающие жребий о хитоне Христа, отречение и распятие ап. Петра, Страдание апостола Фомы, Иуда с черным нимбом и др.).
Рядом располагается храм великомученика Димитрия Солунского, где хранились честные мощи монахов, живших в монастыре. Ныне они хранятся в монастырской костнице.

## Деятельность монастыря
Службы в храмах (в монастыре их девять) совершаются ежедневно и на них молятся герондисса и все сестры обители. Под двунадесятые праздники правятся всенощные бдения с Божественной Литургией, которая в другое время совершается по субботам или воскресениям и праздничным дням.
Монастырь имеет большое хозяйство, которое ведется только экологически «чистым» способом. На каменистой земле среднегорья сестры выращивают овощи и фрукты. Заготавливают лекарственные травы. Собирают мед. Разводят домашних и диких животных и птиц (кабаны, козы, коровы, кролики, курицы, лошади, овцы, попугаи).
Варят сыр (фэта и твердые сорта), мыло с горными травами на оливковом масле. Готовят экстракты и вытяжки лекарственных трав, джемы, макароны и все традиционные для Европы и Греции виды молочных продуктов.
Особое служение монастыря — бесплатное распространение сортовых и не модифицированных генетически семян овощей (баклажаны, кабачки, кукуруза, морковь, огурцы, помидоры, фасоль), салатных культур, цветов и лекарственных растений.
С мая по октябрь монастырь открыт для посещения паломниками. Знакомство с монастырем и основами ведения хозяйства ведется на английском, греческом, немецком, русском и эстонском языках.
Монастырь открыт как для посещения частными лицами, так и для групп паломников. С каждым из приходящих беседуют сестры обители. Герондисса монастыря отвечает на вопросы духовной и повседневной жизни в ходе личного общения и в интервью на радио. Сестер приглашают выступать на различных конференциях и встречах, проводимых в Греции и иных странах (Англия, Германия, Россия, США, Эстония, встречи организации Синдесмос и др.).
Монастырь принимает агротуристов - членов организации WWOOF со всего мира.